# مسجد بيراكلي (ساموكوف)
مسجد بيراكلي، هو مسجد تاريخي يقع في مدينة ساموكوف في بلغاريا، تم تشييده عام 1845.

## التاريخ
في عام 1966 تم ترميم المسجد على نطاق واسع. نفذ مشروع الترميم المهندس المعماري نيكولا موشانوف.

## الوصف

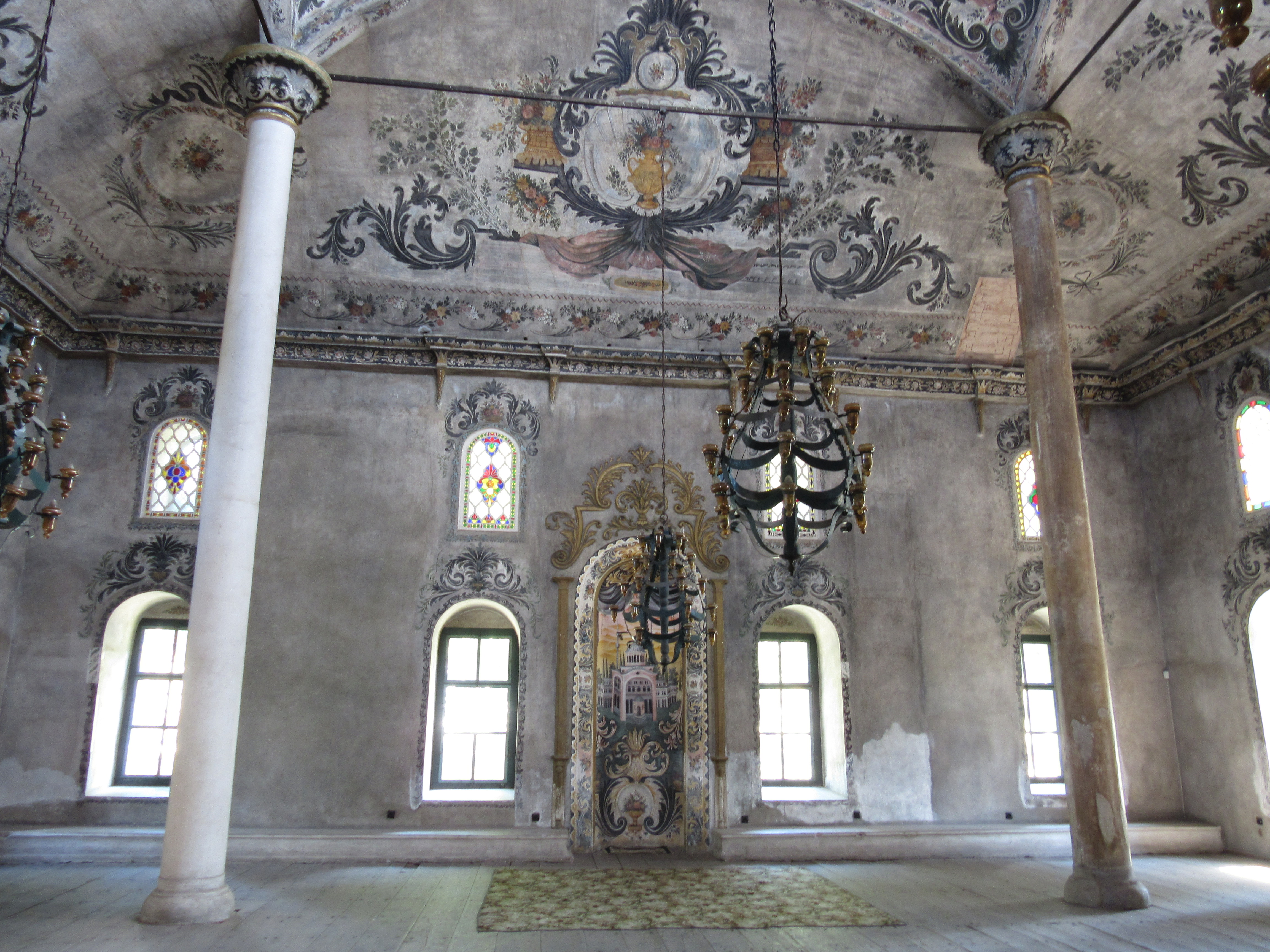
مسجد ساموكوف من الداخل

قاعة الصلاة بالمسجد مستطيلة، توجد منطقة صلاة للنساء على الشرفة، القبة مبنية على أربعة أعمدة خشبية. تم رسم اللوحات الجدارية ذات الزخارف الزهرية في القرن التاسع عشر وتم الكشف عنها أثناء الترميم في عام 1966، وتوجد مئذنة واحدة طويلة بجوار المبنى.